# Oncocnemis
Oncocnemis is een geslacht van vlinders van de familie Uilen (Noctuidae), uit de onderfamilie Cuculliinae.

## Soorten
- O. albifasciata Hampson, 1905
- O. arenbergeri Hacker & Lödl, 1988
- O. arenbergi Hacker & Lodl, 1989
- O. arizonensis Barnes, 1928
- O. asema Boursin, 1957
- O. astrigata Barnes & McDunnough, 1912
- O. atricollaris Harvey, 1874
- O. augustus Harvey, 1875
- O. bakeri Dyar, 1905
- O. balteata Smith, 1902
- O. barnesii Smith, 1899
- O. basifugens Dyar, 1914
- O. benjamini Lindsey, 1923
- O. campicola Lederer, 1853
- O. cibalis Grote, 1880
- O. ciliata Smith, 1900
- O. colorado Smith, 1893
- O. columbia McDunnough, 1922
- O. confusa (Freyer, 1839)
- O. conjugata Chen
- O. corusca Smith, 1899
- O. cottami Blanchard, 1972
- O. curvicollis Grote, 1883
- O. chandleri Grote, 1873
- O. chorda Grote, 1880
- O. dayi Grote, 1873
- O. deceptiva Barnes & Lindsey, 1922
- O. deserta Smith, 1890
- O. dunbari Harvey, 1876
- O. erythropsis Brandt, 1938
- O. euta Smith, 1903
- O. exacta Christoph, 1887
- O. extranea Smith, 1894
- O. fasciata H. Edwards, 1886
- O. figurata Harvey, 1875
- O. flagrantis Smith, 1893
- O. fuscopicta Wiltshire, 1976
- O. glennyi Grote, 1873
- O. griseicollis Grote, 1882
- O. hayesi Grote, 1873
- O. heterogena Blanchard, 1972
- O. homogena Grote, 1874
- O. ibapahensis Barnes & Benjamin, 1924
- O. idioglypha Brandt, 1938
- O. intruda Smith, 1910
- O. iricolor Smith, 1888
- O. kaszabi Ronkay, 1988
- O. kelloggi H. Edwards, 1875
- O. lacticollis Smith, 1908
- O. laticosta Dyar, 1904
- O. lepipoloides McDunnough, 1922
- O. levis Grote, 1880
- O. linda Barnes & McDunnough, 1913
- O. mackiei Barnes & Benjamin, 1924
- O. major Grote, 1881
- O. meadiana Morrison, 1875
- O. media Köhler, 1979
- O. melalutea Smith, 1889

- O. melantho Smith, 1899
- O. michaelorum Beshkov, 1997
- O. minor Barnes, 1928
- O. mirificalis Grote, 1879
- O. modesta McDunnough, 1933
- O. mongolica Staudinger, 1896
- O. nigricula (Eversmann, 1847)
- O. nigrocaput Smith, 1894
- O. nita Smith, 1910
- O. obscurata Barnes & McDunnough, 1912
- O. occata Grote, 1874
- O. parvanigra Blackmore, 1923
- O. penthina Boursin, 1963
- O. pernotata Grote, 1883
- O. phairi McDunnough, 1927
- O. piffardi Walker, 1862
- O. poliafascies Dyar, 1910
- O. polingii Barnes, 1904
- O. potanini Alphéraky, 1892
- O. primula Barnes & McDunnough, 1918
- O. pudorata Smith, 1893
- O. punctilinea Hampson, 1905
- O. ragani Barnes, 1928
- O. regina Smith, 1902
- O. rhodophaea Ebert, 1978
- O. riparia Morrison, 1875
- O. rosea Smith, 1903
- O. rufescens Staudinger, 1871
- O. sagittata Barnes & McDunnough, 1916
- O. sandaraca Buckett & Bauer, 1966
- O. sanina Smith, 1910
- O. saundersiana Grote, 1876
- O. sectilis Smith, 1894
- O. sectiloides Barnes & McDunnough, 1913
- O. semicollaris Smith, 1909
- O. senica (Eversmann, 1856)
- O. simplex Smith, 1888
- O. simplicia Smith, 1903
- O. singularis Barnes & McDunnough, 1912
- O. strioligera Lederer, 1853
- O. tenuifascia Smith, 1888
- O. terminalis Smith, 1888
- O. tetrops Dyar, 1904
- O. thomasi Plante, 1986
- O. toddi Blanchard, 1968
- O. umbrifascia Smith, 1894
- O. utahensis Barnes & Benjamin, 1924
- O. viriditincta Smith, 1894
- O. wilsonensis Hill, 1924
- O. x-scripta Sugi, 1986
- O. youngi McDunnough, 1922